# Трак Тёрнер
«Трак Тёрнер» (англ. Truck Turner, иногда «„Грузовик“ Тёрнер» — американский кинофильм 1974 года в жанре блэксплойтэйшен. Режиссёр фильма Джонатан Каплан. Сценарий написали Майкл Аллин, Джери Уилкис и Оскар Уильямс. Айзек Хейз написал также музыку для этого кинофильма.

## Сюжет
«Грузовик» Тёрнер — бывший профессиональный игрок в американский футбол, становится «охотником за головами». Вместе со своим коллегой Джерри он разыскивает сбежавшего из под залога сутенёра из Лос-Анджелеса. Во время задержания сутенёра произошла перестрелка, в которой «Грузовик» застрелил преступника. Теперь сам «Грузовик» Тёрнер становится мишенью наёмных убийц.

## В ролях
- Айзек Хейз — Мак «Грузовик» Тёрнер
- Яфет Котто — Харвард Блю
- Алан Уикс — Джерри
- Анназетте Чейз — Энни
- Нишель Николс — Доринда